# マーク・カヴェンディッシュ
マーク・カヴェンディッシュ（Mark Cavendish KBE、1985年5月21日- ）は、イギリス王室属国マン島・ダグラス出身の自転車競技選手。その圧倒的なスプリントから、マン島ミサイル（Manx Missile)、マン島超特急 (Manx Express) やキャノンボール (Cannonball) の異名を持つスプリンター 。姓は「カベンディッシュ」や「キャヴェンディッシュ」といった表記もみられる。

## 経歴

### 2005年
- ロサンゼルスで開催されたトラックレース世界自転車選手権・マディソンにおいて、ロバート・ヘイルズとペアを組んで優勝。
- 欧州選手権・ポイントレースU-23部門優勝。
- 同年7月、ドイツのチーム・シュパルカセと契約を結ぶ。

### 2006年
- コモンウェルスゲームズ・スクラッチ優勝。
- 同年8月に同じドイツに所在するT-モバイル（現在のチーム・HTC=ハイロード）とスタジアル（セミプロ）契約を結んで移籍。

### 2007年
T-モバイル（後のチーム・HTC - ハイロード）とプロ契約を結ぶ。
- シェルデプライス・フラーンデレンにおいて、ロビー・マキュアンらを破って優勝。
- ダンケルク4日間レースで区間2勝。
- カタルーニャ一周でも区間2勝を挙げ、ポイント賞部門では第2位。
- ツール・ド・フランスにも出場したが、第8ステージでリタイア。
- デンマーク・ルントにおいて区間1勝。
- エネコ・ツアーでは第2ステージを制し、ポイント賞を獲得した。

### 2008年
- マンチェスターで開催された世界自転車選手権のマディソンにおいてブラッドリー・ウィギンスとペアを組み、同種目では2度目の世界一の座に就く。
- シェルデプライスでは連覇を達成。
- ツール・ド・ロマンディではプロローグを制した。
- 同年のジロ・デ・イタリアでは第4、第13ステージを制覇。
- ツール・ド・フランスでは、2度目の出場ながら、他のトップスプリンター達を抑え第5[2]、8、12、13ステージを勝利するなど大活躍したが、北京オリンピックのマディソンへ出場するために第14ステージでリタイアした。
- 北京五輪のマディソンはブラッドリー・ウィギンスと組んで9位。

### 2009年
- ツアー・オブ・カタールステージ2勝。

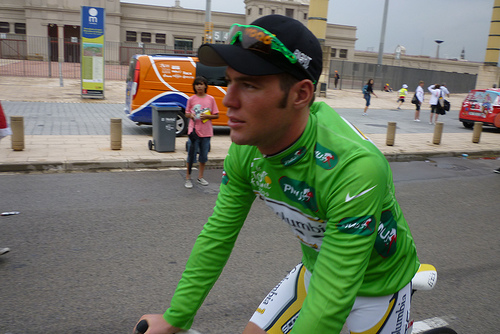

- ツアー・オブ・カリフォルニアでもステージ2勝。
- ティレーノ〜アドリアティコでも最終ステージ優勝。
- 好調のまま迎えたミラノ〜サンレモを制覇。
- ジロ・デ・イタリアでは、第1ステージのチームTTにて勝利、第2ステージも総合首位に立ちマリア・ローザを着用。第9、11、13ステージを制したが、ツール・ド・フランスに備えるため続く第14ステージに出走せずに途中リタイアした。
- ツール・ド・スイスステージ2勝。
- ツール・ド・フランスでは第2[3]、3[4]、10[5]、11[6]、19[7]、そして最終パリ・シャンゼリゼゴールの第21ステージと怒涛のステージ6勝。第3ステージ勝利時にはツール前に新たにサブスポンサーとなった携帯電話会社HTCにちなんだポーズでゴールするパフォーマンスを見せている。しかしポイント賞部門ではトル・フースホフトと10ポイント差の2位に終わり、マイヨ・ヴェール獲得はならなかった。
- その後もスパルカッセン・ジロ・ボーフムで優勝。
- ツアー・オブ・ミズーリでは体調不良を抱えての出場ながら第1、第2ステージを連勝（その後、体調が悪化したため第3ステージ後リタイアした）。

最多勝集団となったコロンビア=HTCの中でも最多勝の26勝をマークし、年間を通じて大活躍を納めた。

### 2010年
- 歯にできた膿瘍の治療で冬場のトレーニングがほとんど行えなかったこともあってか春先は調子が上がらず、連覇を狙ったミラノ〜サンレモも数々のトラブルに見舞われた挙句、チプレッサの上りでメイン集団から脱落して惨敗に終わるなど苦しいシーズン序盤となった。
- カタルーニャ一周の第2ステージでようやくシーズン初勝利。
- ツール・ド・ロマンディの第2ステージを制するが、その際の ゴールパフォーマンス が問題視され、チームから棄権を命じられた。
- ツアー・オブ・カリフォルニアステージ1勝。
- ツール・ド・フランスでは、シャンゼリゼゴールの最終第20ステージを含む区間5勝を挙げた。ポイント賞部門ではアレサンドロ・ペタッキと11ポイント差の2位。
- 初出場となったブエルタ・ア・エスパーニャでは区間3勝を挙げた他、グランツールでは自身初となるポイント賞を獲得した。

### 2011年
- スヘルデプライス優勝

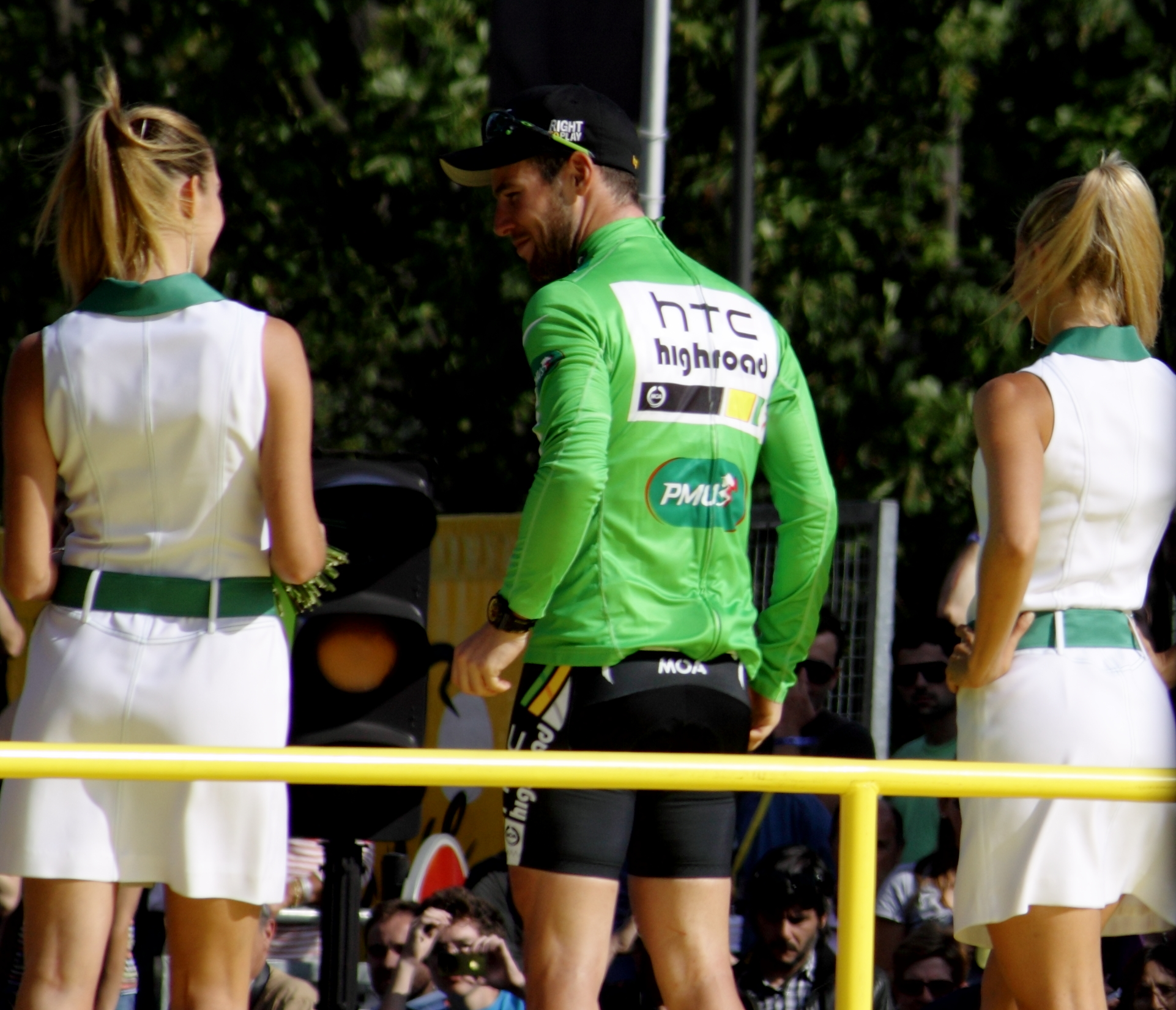

- ジロ・デ・イタリアに2年ぶりに出場し、区間2勝。
- ツール・ド・フランスでは、山岳ステージで2回の救済措置を経てペナルティーとして40ポイントを失いながらも、最終第21ステージのシャンゼリゼゴールを含む区間5勝を挙げ、ついにマイヨ・ヴェール（ポイント賞）を獲得した。
- ブエルタ・ア・エスパーニャにも出場したが、ステージ優勝を挙げられないまま体調不良のため第4ステージでリタイア。史上4人目の同一年度全グランツール区間優勝達成はならなかった。
- 世界選手権・個人ロードレースでは、最後のゴールスプリント争いにおいて当初は不利な位置にいたが、残り約150m地点で抜け出し、最後はチームメートのマシュー・ゴスの猛烈な追い上げをかわし優勝。

### 2012年
チームスカイへ移籍。

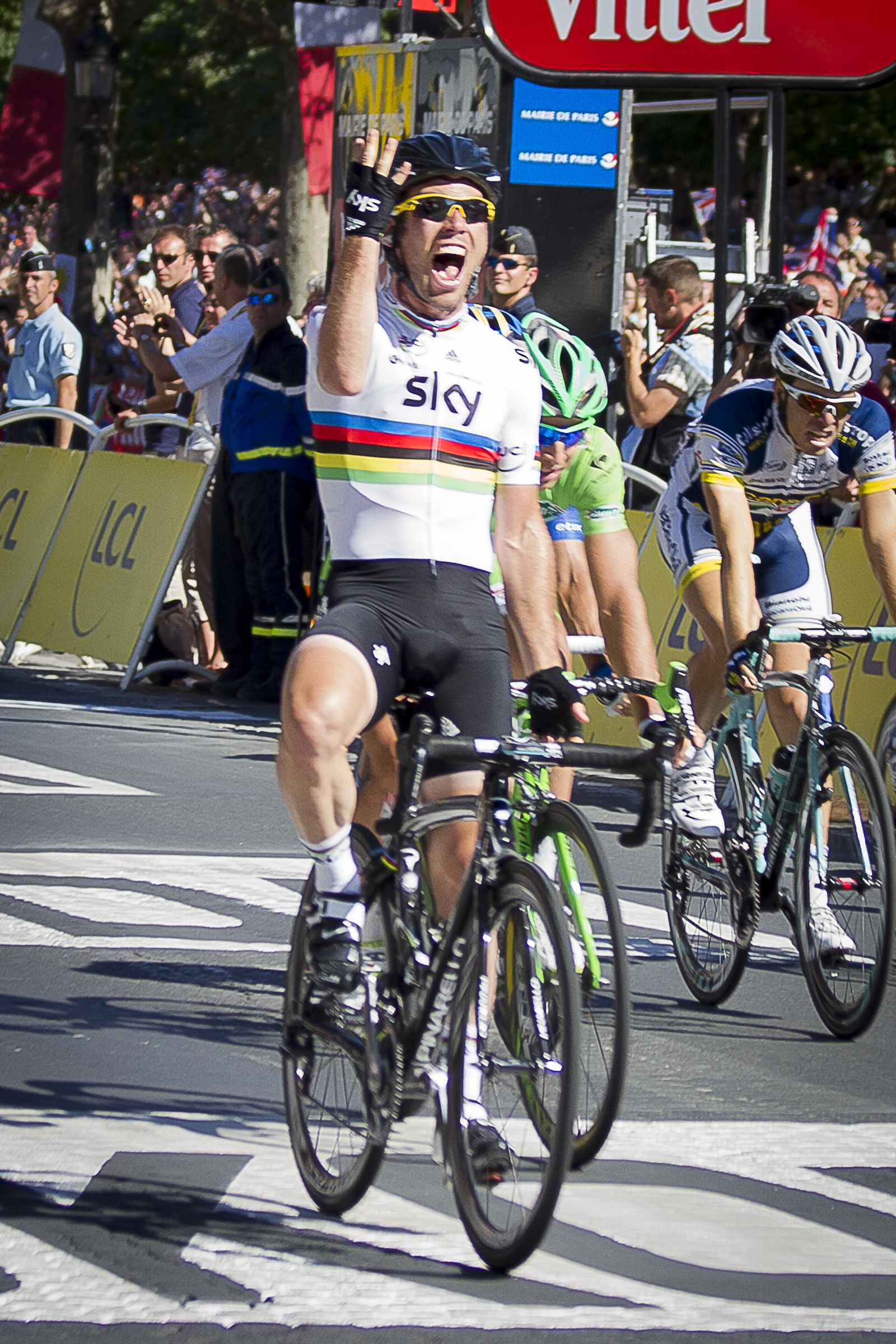
ツール・ド・フランス2012にて

- ツアー・オブ・カタールステージ2勝（第3、第5）
- ティレーノ〜アドリアティコステージ1勝（第2）
- ジロ・デ・イタリア
  - ステージ3勝（第2、第5、第13）
  - 2008年以来となる完走（総合145位）を果たすも、ポイント賞部門でホアキン・ロドリゲスと僅か1ポイント差の2位に終わる。
- ツール・ド・フランス
  - ステージ3勝（第2、第18、第20）
  - 最終ステージ（シャンゼリゼ）4連覇[8]。

### 2013年

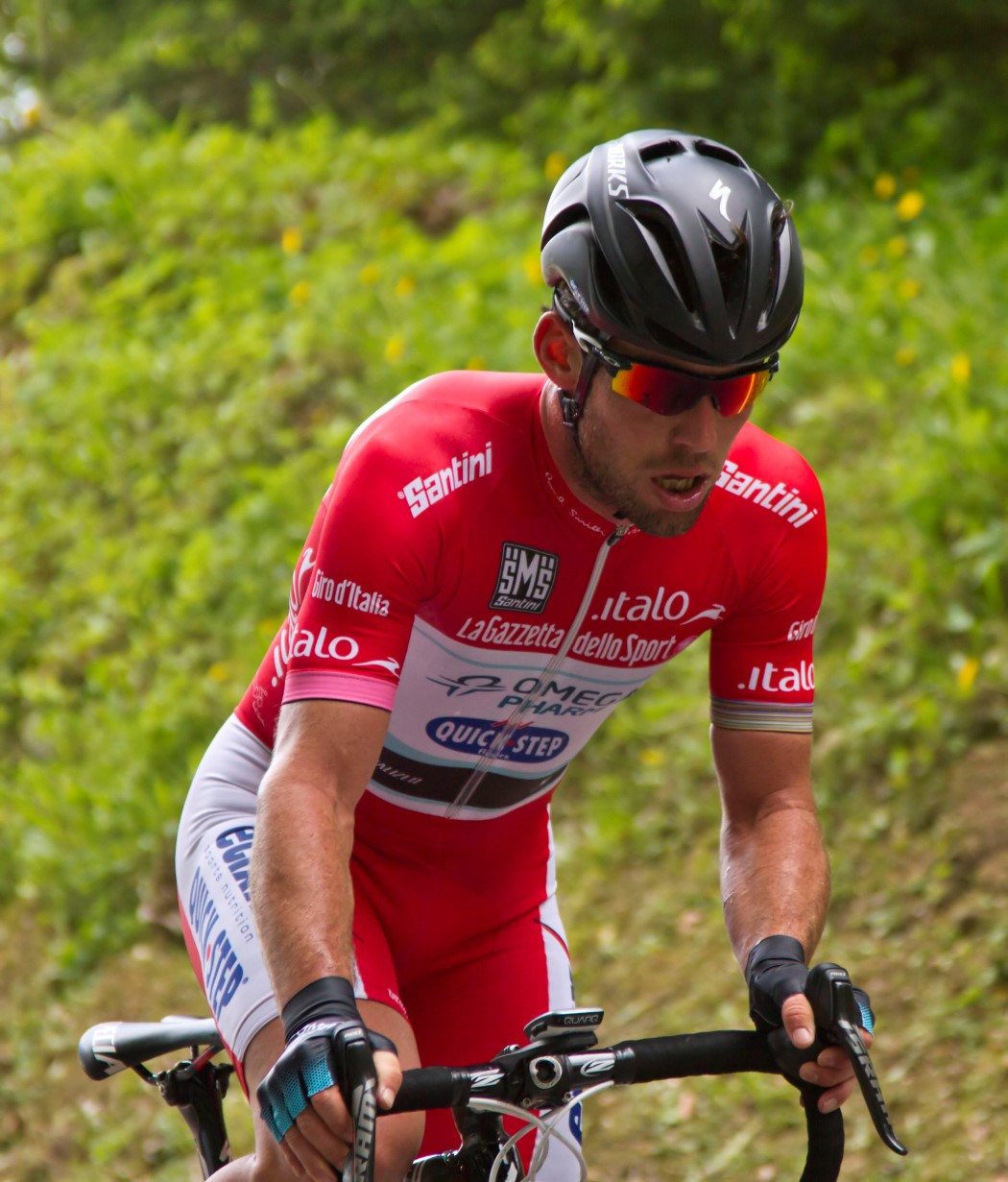

オメガファーマ・クイックステップへ移籍（契約は前年10月）。
- ジロ・デ・イタリア
  - ステージ5勝（第1、第6、第12、第13、最終第21）
  - 前年果たせなかったポイント賞「マリア・ロッソ・パッショーネ」を獲得し、グランツールのポイント賞完全制覇を達成。
- イギリス選手権 個人ロードレースで初優勝。
- ツール・ド・フランス
  - ステージ2勝（第5、第13）
  - 最終ステージでは、マルセル・キッテル、アンドレ・グライペルの後塵を拝して3着に終わり、シャンゼリゼ5連覇はならなかった。

### 2014年
- ツール・ド・フランスでは母国スタートとなり、さらに第1ステージのゴール地点は母親の出身地。初マイヨ・ジョーヌを目指したが、スプリント中にサイモン・ゲランズと接触し落車。完走したものの、翌ステージを出走せず、リタイア第1号となった。

### 2015年
- ドバイ・ツアーで総合優勝、ポイント賞、区間2勝と好調な滑り出しを見せる。
- ツアー・オブ・カリフォルニアでは区間4勝とポイント賞を獲得。
- ツール・ド・フランスでは好調アンドレ・グライペルに及ばないところが多々あったものの、第7ステージで優勝。

### 2016年
チーム・ディメンションデータへ移籍。

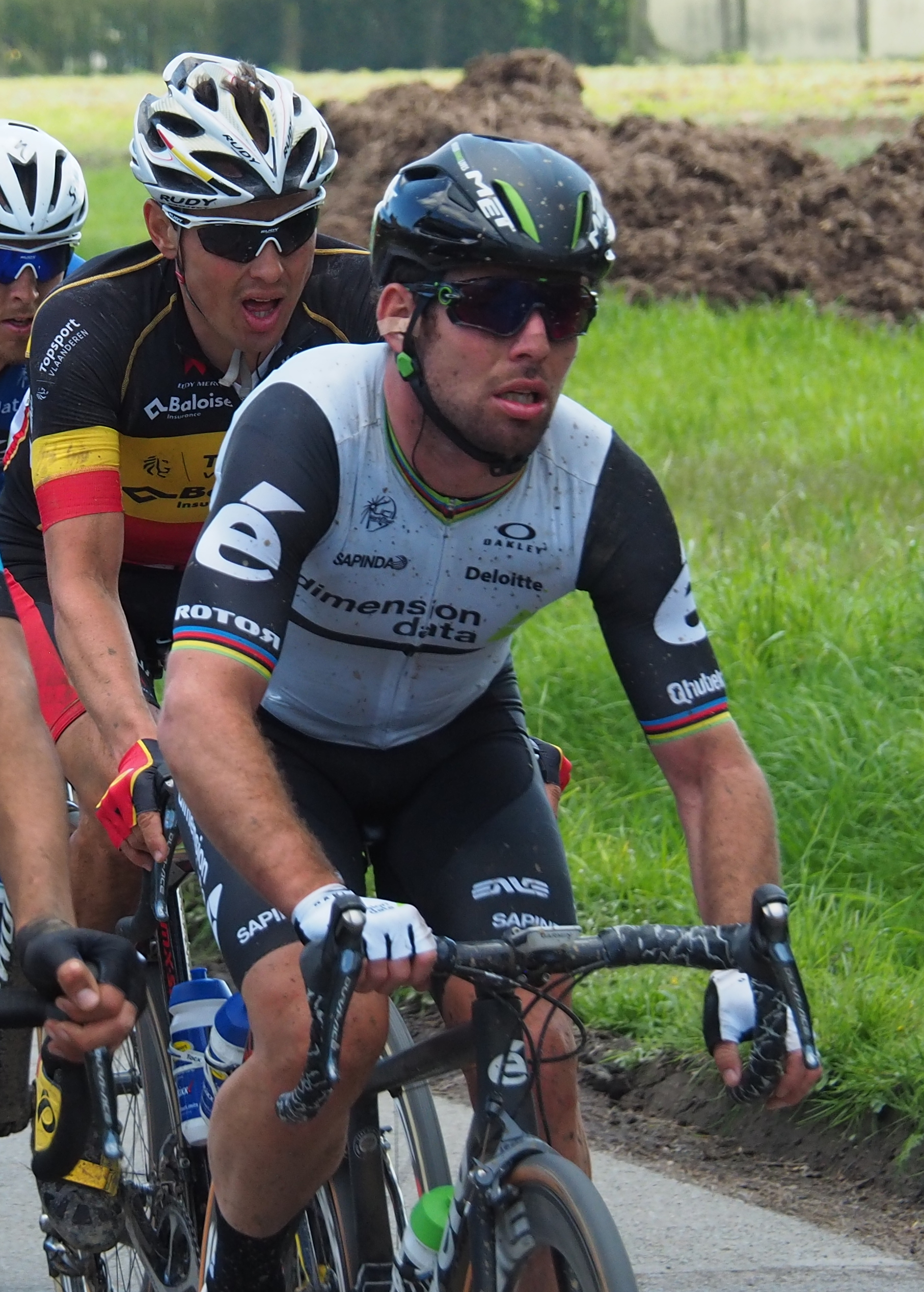
パリ～ルーべ2016にて

- ロンドンで開催された世界選手権自転車競技大会トラックレースのマディソンにおいてブラッドリー・ウィギンスと8年ぶりのペアを組み、同種目の3度目の世界一の座に就く。
- ツール・ド・フランス
  - ステージ4勝（第1、3、6、14）
  - 2年前の母国グランデパールで果たせなかった第1ステージを勝利し、初めてマイヨ・ジョーヌに袖を通した。
- リオデジャネイロオリンピック
  - オムニアム  2位
  - ポイントレースでエリア・ヴィヴィアーニのポイント荒稼ぎを阻止できず銀メダルに終わる。

### 2017年
- アブダビ・ツアー ポイント賞(第1ステージ優勝)
- ツール・ド・フランス
  - 第4ステージでのスプリント中にペーター・サガンと接触し落車。第5ステージに出走せずリタイアした。以降、この件を巡りサガンとの間に確執が発生、最終的には法廷闘争にまで持ち込まれた。これに端を発し、翌年以降も幾度となく落車でのリタイアに見舞われる事になった。

### 2018年
- ドバイ・ツアーにて昨年の怪我からの復活勝利を挙げた[9]が、この後相次ぐ落車に見舞われ、最終的にはこの1勝のみに留まった。
- アブダビツアー第1ステージでスタート前のパレード走行中に落車。ニュートラル走行だった為、軽傷で済んだが脳震盪の症状が見られた為に大事を取ってリタイア。
- 復帰レースとなったティレノ〜アドリアティコ第1ステージにてチームタイムトライアル中に落車。その後何とか完走したがタイムアウトでリタイア扱いとなる。
- ワンデイレースのミラノ〜サンレモで復帰したが、中央分離帯に激突、空中をほぼ1回転するような形で地面に激突し落車リタイア。
- アドリアティカ・イオニカレース第5ステージにて久々に最後のスプリントに絡み2位となった。

### 2019年
- ブエルタ・ア・サンフアンでレース復帰したが見せ場なく0勝で終わる。
- パリ～ニースでは激しい横風に煽られ落車リタイア。
- 数年前より患っていた慢性活動性EBウイルス感染症（通称：キス病）が完治したと発表。しかしツール・ド・フランスのメンバーからは外れた。
- ツアー・オブ・ターキー第3ステージで3位となる。
- ポローニュ第1ステージでまたも落車、軽傷で済み第3ステージでは6位となるも、苦手な山岳ステージが増える第6ステージ以降は棄権しリタイア扱いとなる。
- ロードレースヨーロッパ選手権イギリス代表に選ばれる。
- 長年、カヴェンティッシュのアシスト役だったマーク・レンショーが今シーズン限りでの引退を表明したのを機に、2020年よりバーレーン・マクラーレンへ移籍する事となった。

### 2021年
- 古巣のドゥクーニンク・クイックステップに移籍
- ツアー・オブ・ターキー第2ステージで3年ぶりの勝利を挙げた。
- ツール・ド・フランス
  - ステージ4勝 (第4、6、10、13)
  - 第4ステージでツール・ド・フランスにおける5年ぶりの勝利を挙げた。
  - 第13ステージの勝利でツール・ド・フランス、ステージ最多優勝の34勝に並んだ。
  - 6年ぶりに完走し、2011年以来2度目となるポイント賞を獲得した。
- ヘント6日間レースで落車。肋骨2本の骨折と気胸の負傷[10]。

### 2022年
- イギリス選手権 個人ロードレースで2013年以来9年振り2回目の優勝。

### 2023年
- ジロ・デ・イタリアの2回目の休息日となった5月22日、年内限りでの現役引退を発表した[11]。
- 自身最後となる当年のツール・ド・フランスで歴代最多となる35回目のステージ優勝を狙っていたが、第8ステージで落車し、鎖骨骨折により棄権を余儀なくされた。
- 10月4日、所属するアスタナ・カザクスタン・チームより現役引退を1年先送りする事を決意したカヴェンディッシュとの契約延長が発表された。[12]

### 2024年
- ツール・ド・フランス
  - 第5ステージでツール・ド・フランスにおける3年ぶりの勝利を挙げ、エディ・メルクスを超えて歴代最多となるステージ優勝35勝目をマークした[13]。

## 特徴
身長175cmと他のスプリンターと比べるとやや小柄（そのため「リトルカウボーイ」という渾名もある。ただし、ロビー・マキュアンやオスカル・フレイレ（共に身長171cm）などさらに小柄なトップスプリンターも存在する）。だが、トラック競技で培った巧みな位置取りと、独特の「揺すらないダンシング」とひときわ深い前傾姿勢による爆発的な加速力に加え、マディソン出身のためロングスプリントにも強いという特徴を併せ持っている。
一方でトラック選手の宿命なのか、上り勾配気味のスプリントでは持ち味の加速力を発揮できなかったり、難易度の低い山岳コースでも大きく立ち遅れてしまうケースもあるなど（2008年のツール・ド・フランスの第14ステージでは、4級山岳で遅れ最下位になってしまった）、上りを極端に苦手としている。
2009年からチーム・コロンビア＝HTCとアドバイザリー契約を結んだエリック・ツァベルの指導を受けて、山岳への対応を目指した（2009年のツール・ド・フランス第11ステージでは、上り勾配気味のスプリントを制したり、同じく第19ステージではレース終盤の2級山岳でメイン集団から遅れずにステージ優勝するなど成果が出つつある）。
ハイロードの優秀なアシスト陣にも助けられ、ハイロードトレインからこれぞというタイミングで撃ち出されることから、カヴェンディッシュ砲台と恐れられており、多くの選手に「ピュアなスプリントでは勝てる気がしない」と言われるほどの瞬発力で、2005年から周りを粉砕しつづけている。そしてハイロードトレインのサポートが無くともトラックレースで養った位置取りと天性のカンで、どのトレインに便乗すれば勝てるのかという判断も巧みで、ロード転向初年度やツール・ド・フランス2010の第11ステージ後に最終アシストのマーク・レンショーが失格となったのにもかかわらず、そこからサーヴェロやランプレのトレインにいわゆる無賃乗車というスタイルに切り替えても連勝。特に第20ステージでは2位のペタッキに対し5車身という圧倒的な差をトレイン無しで作り出していた。
機材的な特徴では、ダンシング時の引きつけのパワーに耐えるため、ステムを極太のトラックレース用カーボンステム、ハンドルもトラックレース用をモデルとしたアルミハンドルを使っている。

## 主な戦績

### トラックレース
オリンピック
- 2016 - リオデジャネイロ  オムニアム 2位

世界選手権自転車競技大会
- 2005 - ロサンゼルス  マディソン（ロバート・ヘイルズとのペア）優勝
- 2008 - マンチェスター  マディソン（ブラッドリー・ウィギンスとのペア）優勝
- 2016 - ロンドン  マディソン（ブラッドリー・ウィギンスとのペア）優勝

コモンウェルスゲームズ
- 2006 - メルボルン スクラッチ 優勝

欧州選手権
- 2005 - ポイントレース 優勝

国内選手権
- 1999 - オムニアム・U-14部門 優勝
- 2003 - 1kmタイムトライアル・ジュニア部門 優勝
- 2004 - 団体追抜 （クリス・ニュートン、ポール・マニング、トム・ホワイト）優勝
- 2005 - 団体追抜（エド・クランシー、スティーヴ・カミングス、ジェライント・トーマス）優勝
- 2008 - マディソン（ピーター・クナウフとのペア）優勝

### ロードレース

#### 2005
- ツアー・オブ・ブリテン 区間1勝

#### 2006
- ツアー・オブ・ブリテン
  -  ポイント賞
- ツール・ド・ベルリン
  - 総合2位
  - 第3b,4ステージ 優勝

#### 2007
- スヘルデプライス 優勝
- ダンケルク4日間レース
  -  ポイント賞
  - 第3,6ステージ 優勝
- カタルーニャ一周 第2,6ステージ 優勝
- デンマーク一周
  -  ポイント賞
  - 第6ステージ 優勝
- エネコ・ツアー
  -  ポイント賞
  - 第2ステージ 優勝
- ツアー・オブ・ブリテン
  -  ポイント賞
  -  スプリント賞
  - プロローグ、第1ステージ 優勝

#### 2008
- デ・パンネ3日間 第2,3aステージ 優勝
- スヘルデプライス 優勝
- ツール・ド・ロマンディ プロローグ 優勝
- ジロ・デ・イタリア 区間2勝（4、13ステージ）
- ツール・ド・フランス 区間4勝（5、8、12、13ステージ）
- ツアー・オブ・アイルランド 第1,2,3ステージ 優勝
- ツアー・オブ・ミズーリ
  -  ポイント賞
  - 第1,2,6ステージ 優勝

#### 2009
- ツアー・オブ・カタール
  - 総合9位
  - 第4,6ステージ 優勝
- ツアー・オブ・カリフォルニア
  -  ポイント賞
  - 第4,5ステージ 優勝
- ティレーノ〜アドリアティコ 第7ステージ 優勝
- ミラノ〜サンレモ 優勝
- デ・パンネ3日間
  -  ポイント賞
  - 第2,3aステージ 優勝
- ジロ・デ・イタリア
  -  総合首位 第1～第2ステージ
  - 第9、11、13ステージ 優勝
  - TTT1勝（第1ステージ）
- ツール・ド・スイス
  - 第3,6ステージ 優勝
- ツール・ド・フランス
  - 第2、3、10、11、19、21ステージ 優勝
  -  ポイント賞首位 第1 - 6、10,11ステージ
- ツアー・オブ・アイルランド 第2ステージ 優勝
- ツアー・オブ・ミズーリ 第1,2ステージ 優勝

#### 2010
- カタルーニャ一周 第2ステージ 優勝
- ツール・ド・ロマンディ 第2ステージ 優勝
- ツアー・オブ・カリフォルニア 第1ステージ 優勝
- ツール・ド・フランス
  - 第5、6、11、18、20ステージ 優勝
- ブエルタ・ア・エスパーニャ
  -  ポイント賞
  - 第12、13、18ステージ 優勝
  -  総合首位 第1,2ステージ
  -  複合賞首位 第1ステージ

#### 2011
- ツアー・オブ・オマーン 第6ステージ 優勝
- スヘルデプライス 優勝
- ジロ・デ・イタリア
  -  総合首位 第2ステージ
  - 第1(TTT)、10、12ステージ 優勝
- ツール・ド・フランス
  -  ポイント賞
  - 第5、7、11、15、21ステージ 優勝
- 世界選手権・個人ロードレース 優勝
- ロンドンサリー・サイクル・クラシック（英語版） 優勝
- ツアー・オブ・ブリテン 第1,8bステージ 優勝

#### 2012
- クールネ〜ブリュッセル〜クールネ 優勝
- ツアー・オブ・カタール 第3,5ステージ 優勝
- ティレーノ〜アドリアティコ 第2ステージ 優勝
- ジロ・デ・イタリア
  - 第2,5,13ステージ 優勝
  -  ポイント賞首位 第2,11 - 19ステージ
- ステル・ZLM・トゥル  総合優勝
- ツール・ド・フランス
  - 第2、18、20ステージ 優勝
  - 最終ステージ（シャンゼリゼ）4連覇
- ツアー・オブ・ブリテン 第3,4,8ステージ 優勝

#### 2013
- ツール・ド・サンルイス 第1ステージ 優勝
- ツアー・オブ・カタール
  -  総合優勝
  - ポイント賞
  - 第3、4、5、6ステージ 優勝
- デ・パンネ3日間 第2ステージ 優勝
- ジロ・デ・イタリア
  -  ポイント賞
  - 第1、6、12、13、21ステージ 優勝
  - グランツールにおけるポイント賞完全制覇達成（史上5人目）。
  -  総合首位(第1)
- ミラノ〜サンレモ 9位
- スヘルデプライス 2位
- ツール・ド・フランス 第5,13ステージ 優勝
- イギリス選手権 個人ロードレース 優勝
- ツアー・オブ・ブリテン 第4,7,8ステージ 優勝
- ティレーノ～アドリアティコ 第1ステージ(TTT) 優勝
- ステル・ZLM・トゥル 総合3位
- デンマーク一周
  - 総合7位
  - 第6ステージ 優勝

#### 2014
- ツアー・オブ・ターキー
  -  ポイント賞
  - 第1,2,4,8ステージ 優勝
- ツアー・オブ・カリフォルニア 第1,8ステージ 優勝
- ヴォルタ・アン・アルガルヴェ 第5ステージ 優勝
- ティレーノ～アドリアティコ
  - 第1ステージ(TTT) 優勝
  - 第6ステージ 優勝
- ツール・ド・スイス 第4ステージ 優勝
- ミラノ～サンレモ 5位
- ヴァッテンフォール・サイクラシックス 5位

#### 2015
- ツール・ド・サンルイス 第7ステージ 優勝
- ドバイ・ツアー
  -  総合優勝
  -  ポイント賞
  - 第1,4ステージ 優勝
- クラシカ・デ・アルメリア　優勝
- クールネ〜ブリュッセル〜クールネ　優勝
- ツアー・オブ・ターキー
  -  ポイント賞
  - 第１,2,7ステージ 優勝
- ツアー・オブ・カリフォルニア
  -  ポイント賞
  - 第１,2,5,8ステージ 優勝
- イギリスナショナル選手権　ロードレース　2位
- ツール・ド・フランス 第5ステージ 優勝

#### 2016
- アブダビ・ツアー
  -  ポイント賞
  - 第2,4ステージ 優勝
- ツアー・オブ・カタール
  -  総合優勝
  - 第1ステージ 優勝
- スヘルデプライス　2位
- ツアー・オブ・クロアチア 第2ステージ 優勝
- ツアー・オブ・カリフォルニア 第8ステージ 優勝
- イギリスナショナル選手権　ロードレース　2位
- ツール・ド・フランス
  -  総合首位　第1ステージ
  -  ポイント賞首位　第1,3,6 - 9ステージ
  - 第1,3,6,14ステージ 優勝
- パリ～ツール 6位
- ジロ・デッラ・トスカーナ 総合6位

#### 2017年
- ドバイ・ツアー 総合8位
- アブダビ・ツアー
  -  ポイント賞
  - 第1ステージ 優勝
- ツール・ド・フランスさいたまクリテリウム　優勝

#### 2018年
- ドバイ・ツアー　区間優勝（第3ステージ）

#### 2021年
- ツアー・オブ・ターキー 区間4勝（第2, 3, 4, 8ステージ）
- バロワーズ・ベルギー・ツアー 区間優勝（第5ステージ）
- ツール・ド・フランス
  -  ポイント賞
  - 区間4勝（第4, 6, 10, 13ステージ)
- シュパルカセン・ミュンスターラント・ジロ 優勝

#### 2022年
- ツアー・オブ・オマーン 区間優勝（第2ステージ）
- UAEツアー 区間優勝（第2ステージ）
- ミラノ〜トリノ 優勝
- ジロ・デ・イタリア 区間優勝（第3ステージ）
- イギリス選手権  個人ロードレース 優勝

#### 2023年
- スヘルデプライス 3位
- ジロ・デ・イタリア 区間優勝（第21ステージ）

#### 2024年
- ツール・コロンビア（英語版） 区間優勝（第4ステージ）
- ツール・ド・ハンガリー（英語版） 区間優勝（第2ステージ）
- ツール・ド・フランス 区間優勝（第5ステージ）